# Korpus Pontonierów Koronnych
Korpus Pontonierów Koronnych  - jednostka inżynieryjna armii koronnej w XVIII wieku.

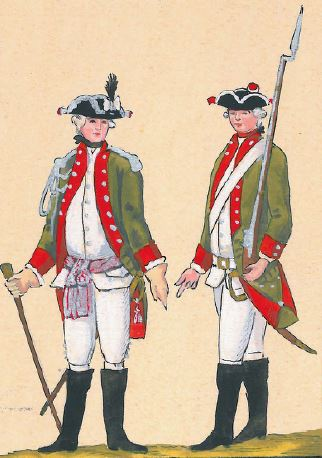
Oficer i szeregowy korpusu pontonierów w 1775

## Formowanie i zmiany organizacyjne
Korpus Pontonierów Koronnych zwany początkowo milicją skarbową został utworzony uchwałą sejmu konwokacyjnego w 1764. Według etatu tworzyć go miało 5 oficerów-inżynierów, 25 podoficerów i 170 szeregowych.
Przez cały okres swojego istnienia jednostka podlegała władzom skarbowym i nie wchodziła do etatu wojska koronnego. W 1787 rozpoczęto powiększanie jednostki do 349 ludzi, w tym 300 szeregowych.
Jednostka nosiła różne nazwy: chorągiew pontonierów cudzoziemskiego autoramentu skarbu koronnego, korpus milicji skarbowej, korpus milicji pieszej skarbu koronnego, batalion pontonierów skarbu koronnego.
Obsadę oficerską Korpusu Pontonierów stanowili: komendant w randze pułkownika, podpułkownik, major, kapitan sztabowy, kwatermistrz, adiutant i audytor. Do 1776 oficerowie byli patentowani przez Komisję Skarbową, a od 1777, jak w całym wojsku, przez króla.
Pontonierzy stacjonowali w Warszawie na Solcu i Pradze, oraz w Nieszawie i Nowym Dworze. Używani byli do różnych prac inżynierskich, cywilnych jak i wojskowych, takich jak: uspławnianie rzek, sporządzanie map, budowanie budynków skarbowych i mostów, rozbijanie zatorów na rzekach itp.
W czasie insurekcji kościuszkowskiej na bazie Korpusu Pontonierów zorganizowano 16 Regiment Pieszy Koronny.

## Szefowie
- Adam Poniński
- Roch Kossowski

## Pułkownicy
- Jerzy W. Markowski (od 13 IX 1774 do 23 III 1785) kilka dni przed śmiercią złożył rezygnację i otrzymał nominację na generała majora[1]
- Jerzy J. de Woyten (od 30 III 1785 do 11 XII 1787)
- Jan Giessler (od 11 XII 1787)